# Xestia agnorista
Xestia agnorista là một loài bướm đêm trong họ Noctuidae.